# Wolfgang Ketterle
Wolfgang Ketterle (Heidelberg, RFA, 1957) és un físic i professor universitari alemany guardonat amb el Premi Nobel de Física l'any 2001.

## Biografia
Va néixer el 21 d'octubre de 1957 a la ciutat de Heidelberg, situada a l'estat alemany de Baden-Württemberg. Es llicencià el 1982 en física a la Unviversitat Tecnològica de Múnic, i el 1986 es doctorà a l'Institut Max Planck. El 1990, entrà a treballar a l'Institut Tecnològic de Massachusetts, d'on n'és professor de física des de 1998.

## Recerca científica
La seva recerca científica se centrà en l'estat de la matèria, basant els seus experiments al voltant dels àtoms pròxims al zero absolut. L'any 1995, des del Jet Propulsion Laboratory, laboratori dependent de la NASA i situat a Pasadena (Califòrnia), realitzà avanços enormes en la síntesi del condensat de Bose-Einstein. Els seus avanços, però, foren revelats mesos després que els aconseguits pels físics nord-americans Eric Allin Cornell i Carl Wieman, tot i que foren superiors.
L'any 2000, fou guardonat amb el Premi Nobel de Física, juntament amb Cornell i Wieman, pels seus treballs al voltant del condensat de Bose-Einstein.